# گندم‌زار (جم)
گندم‌زار روستایی از توابع بخش ریز شهرستان جم استان بوشهر در جنوب ایران.
این روستا در دهستان تشان قرار دارد و بر اساس سرشماری سال ۱۳۸۵ جمعیت آن (۸۳ خانوار) ۳۵۹ نفر است.